# 拉科什鄉

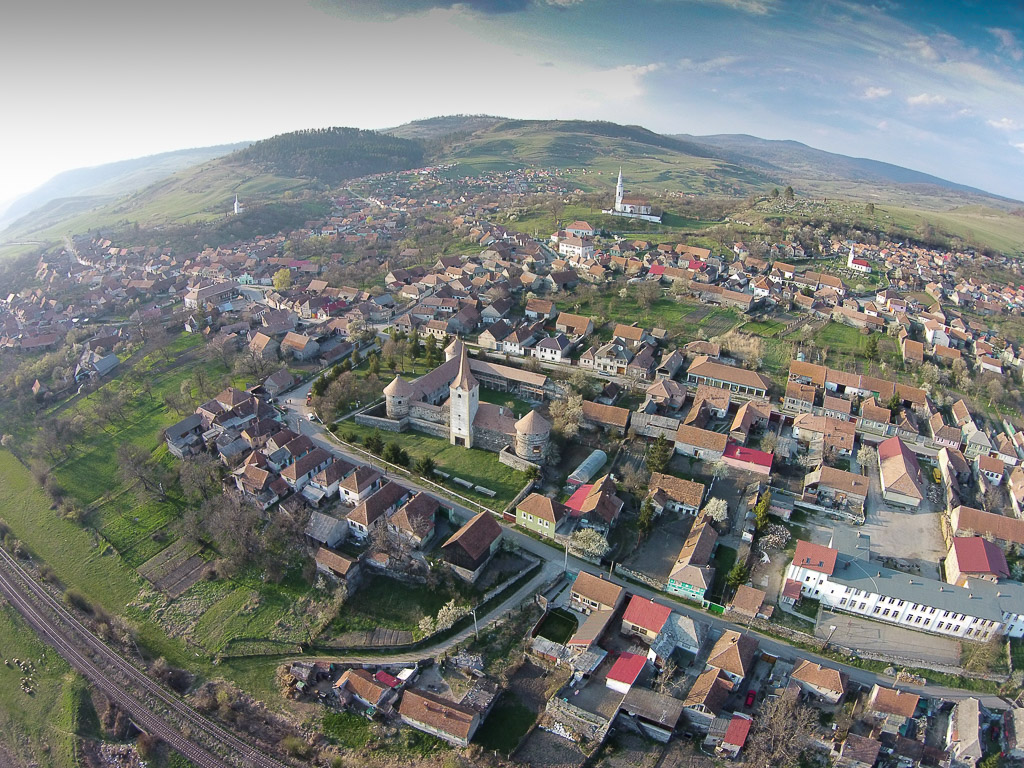

46°05′N 25°32′E / 46.083°N 25.533°E
拉科什鄉（羅馬尼亞語：Comuna Racoș, Brașov），是羅馬尼亞的鄉份，位於該國中部，由布拉索夫縣負責管轄，面積78平方公里，海拔高度465米，2007年人口3,414，人口密度每平方公里44人。